# Da do da
Da do da, noto anche con il titolo completo Da do da - Da una sponda all'altra (in dialetto barese, «da qua a là»), è un film del 1994 diretto da Nico Cirasola.

## Trama
Gli Dei, una volta ogni secolo, decidono di scendere sulla Terra (in Magna Grecia e in altri territori della Puglia), e qui si incarnano in comuni uomini mortali. Giove, capo dell'Olimpo, si innamora della Statua della Libertà, perché è convinto che essa sia una sua antica fiamma scomparsa negli oceani.
Egli si rende mortale, dopo essersi accoppiato con una giovane donna, ma Giunone è gelosa della intrusa e dà incarico alla popolazione che ritiene più vicina all'Olimpo, i pugliesi, di rapire questa statua e trasportarla sulle vicine colline.

## Produzione
Film girato nei comuni (e nei dintorni) di Altamura, Santeramo in Colle e Noci. Il regista ha scritto in merito: «Gli dèi dell'Olimpo sognano che i luoghi magici della Murgia non vengano violati e violentati!».